# 機動戦士ガンダム 赤い三巨星
『機動戦士ガンダム 赤い三巨星』（きどうせんしガンダム あかいさんきょせい、MOBILE SUIT GUNDAM RED GIANT 3rd MS TEAM）は 、2022年4月からスタートした「ガンダムシリーズ」のメディアミックス企画。
漫画は、2023年3月から漫画：江尻立真、シナリオ：関西リョウジによって、雑誌『ガンダムエース』にて連載中。

## 概要
『ガンダムエース』、アーケードゲーム『機動戦士ガンダム 戦場の絆II』、そしてガンプラの連動企画として、『ガンダムエース』2022年6月号（4月26日発行）で「特報」が掲載された。6月28日から、プレミアムバンダイ限定で主役モビルスーツ (MS) 3機をセットにした『HG 1/144 赤い三巨星チームセット』が発売され、付属するキャンペーンコードによって『戦場の絆II』内で「赤い三巨星」の称号、エンブレム、コックピットアクセサリー（ガンプラ）が使用可能となった。また、9月21日からジムRR（ヒート・スパイク装備）が、11月1日にガンダムRRが『戦場の絆II』の新規参戦機体として支給開始された。
『ガンダムエース』2022年10月号（8月26日発行）で漫画化決定が発表された。2023年3月号で連邦側の、4月号でジオン側の短編イラストストーリーが掲載され、発表から半年が経った2023年5月号（3月26日発行）から連載が開始された。それまでは、「赤い三巨星」のMSを除くキャラクターやストーリーなどの設定は公表されていなかった。

## あらすじ
一年戦争も終盤の宇宙世紀0079年12月。ジャブロー攻略戦が失敗に終わり、南米大陸を敗走するジオン公国軍の兵士の間で、「連邦の“赤”」、すなわち地球連邦軍では珍しい赤で塗装されたMSの存在が噂され始める。それらは、「赤い彗星」「青い巨星」「黒い三連星」を混ぜた「赤い三巨星」のふたつ名を（隊員のマロビが）名乗るラルフ隊が、ボルン工業の協力のもと現地改修したばかりのガンダムRR（リレイジ）とジムRR（レッズ）であった。

## 登場人物

### 地球連邦軍

#### 赤い三巨星（ラルフ隊）
ラルフ・ザブカ (Ralph Zabka)
ラルフ隊（制式名称：地球連邦軍第17機械化混成部隊）の隊長で、階級は中尉。戦闘機セイバーフィッシュのパイロットとして知る人ぞ知る存在であり、MSへの機種転換にも難なく対応している優秀なパイロット。品行方正で人望も厚いが、人の良さから他人のペースに巻き込まれがちである。ガンダムRR（リレイジ）に搭乗。
戦闘機乗りの間では「火照（ほてり）の大虎」のふたつ名で有名であるが、これは泥酔すると性格が一変し、誰彼構わず殴りかかるところに由来しており、隊員からも恐れられている。
マロビ・ブレイドン (Marobi Bradon)
女性、階級は曹長。兄も別部隊のMSパイロット。明朗快活で竹を割ったような性格だが、それが口の悪さとしてあらわれることもある。重力・無重力関係なくどこでも爆睡できるのが特技。
公国軍パイロットのパーソナル・カラーや「ふたつ名」に憧れを抱く。ジャブロー防衛戦で乗機の陸戦型ジムが中破し、みずからも負傷するが、現地改修の混乱に乗じてその想いのたけを投入。積極的にバルンにプランをもち込み、部隊章もデザインし、同僚を巻き込んで念願であるパーソナル・カラーの一個小隊を完成させる。そして、あくまで自称であるが「赤い三巨星」のふたつ名を命名する。その1機であるジムRR（レッズ）（アイアン・バンカー装備）に搭乗。
ウィリアム・マッチオ (William Macchio)
階級は軍曹。浅黒い肌に短髪、色の薄いサングラスをかけている。愛称はウィリー。楽観的な性格で、部隊のムードメーカー。もともとはメカニック志望であるが、同期のマロビに押し切られてパイロットの道を進む。サイド3で生まれるが、幼少期に両親が離婚し母と地球に移住する。そのため、ほかの連邦兵から「宇宙人」とさげすまれることが多い。落ち着くとの理由で、幼少期から右の耳たぶを触る癖がある。時折エスパーのような勘の鋭さを見せるが、周りからは運が良いだけと流され、本人もあまり気にしていない。ジムRR（レッズ）（ヒート・スパイク装備）に搭乗。
シュウカ・ナラサキ
女性オペレーターで、階級は伍長。趣味は孤児院の子供の相手。
オト
女性、階級は少尉。常にノーマルスーツとヘルメットを着用しており、顔は見えない。言葉も発さず、ジェスチャーで伝える。料理が得意。ボルン工業の社員を乗せたガンペリーやホバートラックを操縦する。

### ジオン公国軍
クライシンガ・アス
階級は少尉。浅黒い肌に薄紫の髪と眉をもつ。愛称はクライ。ジャブロー攻略戦では降下部隊の一員となる。いつもは何ごとにも無関心であるが、「赤い三巨星」には珍しく興味をもつ。グフ・カスタム（左腕はフィンガー・バルカン）に搭乗。
セラフィマ・シーン
女性、階級は伍長。愛称はセラフィ。ジャブロー攻略戦では地上部隊のオペレーターを担当している。クライとは両想いだが、ふたりとも表には出さない（周りにはばれている）。陸戦型ザクIIに搭乗。
ザルゴ
クライの同僚。巨漢で、殴られても鈍感で逆に殴ったほうが痛がるほど頑丈。陸戦型ザクIIに搭乗。
トマス
階級は軍曹。浅黒い肌に刈り上げのドレッドヘア、サングラスをかけている。ゾックに搭乗し、僚機のゴッグとともにラルフ隊と交戦するも敗れる。しかし、救難信号を受信したクライたちが駆け付け、機体を捨てて脱出に成功する。その後はクライの部隊と行動をともにする。
ソフィア・アンデルス
別働隊の女性オペレーター。セラフィとは顔馴染み。

### 民間人
バルン・ボルン (Barun Born)
24歳の若さで民間企業「ボルン工業」の女社長を務める。寡黙な職人気質で怖い印象だが、老人だらけの工場を守るため粉骨砕身する優しい女性。ラルフ隊のMSの改修に協力し、メカニックマンとして社員とともに帯同する。
コッド
ボルン工業に勤務する小柄な老人たちのひとり。白髪のモヒカンで、眉毛と口髭が長い。
ハプイ
同じく老人のひとりで、坊主頭。無類の酒好き。
デバ
連邦軍の協力者で、ラルフ隊の道案内をおこなう。

## 登場兵器
冒頭のシーン（開戦時）に登場する兵器は本編と無関係のため省略。
地球連邦軍
- ガンダムRR（リレイジ）
- 陸戦型ジム
  - ジムRR（レッズ）
- ジム
- ガンペリー
- ホバートラック
- ファンファン
- デッシュ

ジオン公国軍
- 陸戦型ザクII
- グフ・カスタム
- ゴッグ
- ゾック

## 書誌情報
- 漫画：江尻立真 / シナリオ：関西リョウジ / 原作：矢立肇・富野由悠季 『機動戦士ガンダム 赤い三巨星』、KADOKAWA〈角川コミックス・エース〉、既刊4巻（2025年3月25日現在）
  1. 2023年9月26日発売[9]、ISBN 978-4-04-114217-2
  2. 2024年3月26日発売[10]、ISBN 978-4-04-114217-2
  3. 2024年9月25日発売[11]、ISBN 978-4-04-115616-2
  4. 2025年3月25日発売[12]、ISBN 978-4-04-116140-1